# 柏洼山龙泉观
柏洼山龙泉观，位于山西省吕梁市中阳县宁乡镇柳沟村柏家峪自然村，已列为山西省文物保护单位。

## 保护
2021年8月4日，柏洼山龙泉观由山西省人民政府公布为第六批山西省文物保护单位，编号6-126。